# Paolo Angeli
Paolo Angeli, né en 1970 à Olbia en Sardaigne, est un guitariste, compositeur et ethnomusicologue italien. 
Il est aussi connu pour sa guitare sarde préparée avec 18 cordes. 
Il s'inspire de la musique sarde, du flamenco, du jazz, du post-rock, de la musique contemporaine, de la musique nord-africaine et de la pop avant-gardiste.

## Biographie
Paolo Angeli est né en 1970 à Olbia, Sardaigne. Il a grandi à Palau où il a été initié à la guitare par son père. En 1989 il a déménagé à Bologne, où l'année suivante est né le Laboratorio di Musica & Immagine, un ensemble musical innovant basé sur l'improvisation collective. Il est diplômé en ethnomusicologie au DAMS avec une thèse sur le cantu a chiterra intitulé La gara di canto. Il canto a chitarra nella Sardegna settentrionale. Dans ces années il a créé le duo avec Stefano Zorzanello, il a improvisé avec Jon Rose, a collaboré avec Fred Frith a l'oeuvre Pacifica, et a étudié le chant choral gallurese à Tasgia.
Il fut l'un des fondateurs de l'école de musique folklorique Ivan Illich et du label indépendant bolognais Erosha, spécialisé dans la musique expérimentale et le jazz d'avant-garde. Pendant ce temps, en Sardaigne, il rencontre le guitariste Giovanni Scanu, de Luras de qui il apprend les formes et les modules du cantu a chiterra.

## Discographie
- 1995 : Dove dormono gli autobus, CD, Erosha
- 1997 : Linee di fuga, CD, Posada Jazz Project, Erosha PJP 002, ERH 012Erosha
- 2003 : Bucato, ReR Megacorp PA1
- 2004 : MA.RI, con Antonello Salis Auand Records AU9005
- 2005 : Nita - L'Angelo Sul Trapezio (An Imaginary Soundtrack), ReR Megacorp PA2
- 2007 : Tessuti (Paolo Angeli Plays Frith & Björk), (CD, Album),ReR Megacorp ReR PA3
- 2009 : Free Zone Appleby, avec Evan Parker, Ned Rothenberg (CD, Album), PSI (3) psi 08.04
- 2010 : Tibi, (ReR)
- 2010 : Giornale di Bordo avec Antonello Salis, Gavino Murgia et Hamid Drake (Sardmusic & Jazz in Sardegna)
- 2011 : Itsunomanika, avec la violoniste Takumi Fukushima -  (CD, Album) ReR Megacorp (ReR PA5), Offset Records (OFF555003), Le Arti Malandrine (ALU008), Angeli Productions (none)
- 2013 : Sale quanto basta, (ReR),
- 2017 : Talea, Solo World Tour 2015/2016 2CD album, ReR Megacorp e Le Arti Malandrine – AnMa ReR PA10